# 2457 Rublyov
A 2457 Rublyov (ideiglenes jelöléssel 1975 TU2) a Naprendszer kisbolygóövében található aszteroida. Ljudmila Ivanovna Csernih fedezte fel 1975. október 3-án.